# Li Lei (Fußballspieler, 1992)
Li Lei (chinesisch 李磊, Pinyin Lǐ Lěi; * 30. Mai 1992 in Qingdao) ist ein chinesischer Fußballspieler.

## Karriere

### Verein
Li Lei, der in der Millionenstadt Qingdao geboren und aufgewachsen ist, begann seine Profilaufbahn bei Nanchang Bayi Hengyuan. Im April 2010, im Alter von 17 Jahren, gab er beim 3:2-Sieg gegen Zhejiang Greentown sein Debüt in der Chinese Super League. Im Sommer 2010 nannte sich der Verein in Nanchang Hengyuan um. Bis Saisonende kam Li Lei zu 20 Einsätzen in der höchsten chinesischen Spielklasse, wobei er ein Tor erzielte. In der folgenden Spielzeit 2011 bestritt der Abwehrspieler zwölf Partien in der Chinese Super League. Anfang 2012 zog der Verein von Nanchang nach Shanghai um und änderte seinen Namen in Shanghai Shenxin. In der Saison 2012 absolvierte Li Lei ebenfalls zwölf Ligaspiele und schoss dabei ein Tor. Im Februar 2013 wechselte er zum Zweitligisten Henan Jianye. In seiner ersten Saison bei dem Verein aus Zhengzhou kam er zu 26 Partien in der China League One, in denen er zwei Treffer erzielte. Die Mannschaft stieg schlussendlich als Tabellenerster in die Chinese Super League auf. In der Spielzeit 2014 spielte Li Lei zwölfmal in der ersten chinesischen Liga. Im Januar 2015 schloss er sich dem Ligakonkurrenten Beijing Guoan an. In der Saison 2015 bestritt er zehn Ligapartien für die Pekinger. 2016 spielte der Verteidiger 14-mal in der Chinese Super League. 2017 kam er zu 28 Ligaspielen für den Hauptstadtklub und schoss dabei zwei Tore. 2018 wurde er neunmal in der Chinese Super League eingesetzt und im November desselben Jahres gewann die Mannschaft den chinesischen Pokalwettbewerb. 2019 absolvierte Li Lei 18 Ligapartien. 2020 kam er zu 17 Partien in der höchsten Spielklasse und schoss dabei ein Tor. In der Spielzeit 2021 kam er ebenfalls regelmäßig zum Einsatz. Im Januar 2022 schloss er sich dann dem Schweizer Erstligisten Grasshopper Club Zürich an.

### Nationalmannschaft
Li Lei gab am 21. März 2019 bei der 0:1-Niederlage im Freundschaftsspiel gegen Thailand sein Debüt für die chinesische A-Nationalmannschaft.

## Erfolge
Beijing Guoan
- Chinesischer Pokalsieger: 2018